# Pabbajja

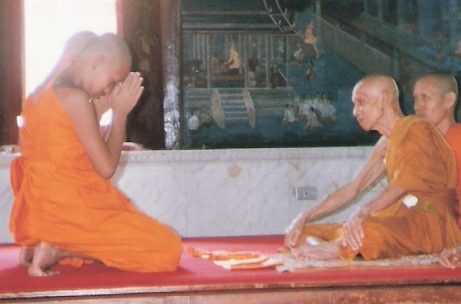
Ordinazione di novizi buddisti a Bangkok

Nel buddismo theravāda, il termine pāli pabbajja (lett. "andare oltre (dalla vita di casa alla vita del senza casa)") indica l'ordinazione a samanera (f. samaneri) o monaco novizio. Già nel canone pāli il novizio è detto anagārika 'senza casa', quale asceta rinunciante agli agi e alle sicurezze della vita di famiglia. 
La pabbajja prevede la rescissione di tutti i legami familiari e sociali per poter vivere la vita di ascetismo e rinuncia del monaco, nonostante non sia né un atto definitivo né comporti legami irrinunciabili per il resto della vita.
A essa segue la upasampadā, la cerimonia di ordinazione del novizio a monaco.